# BAE Systems

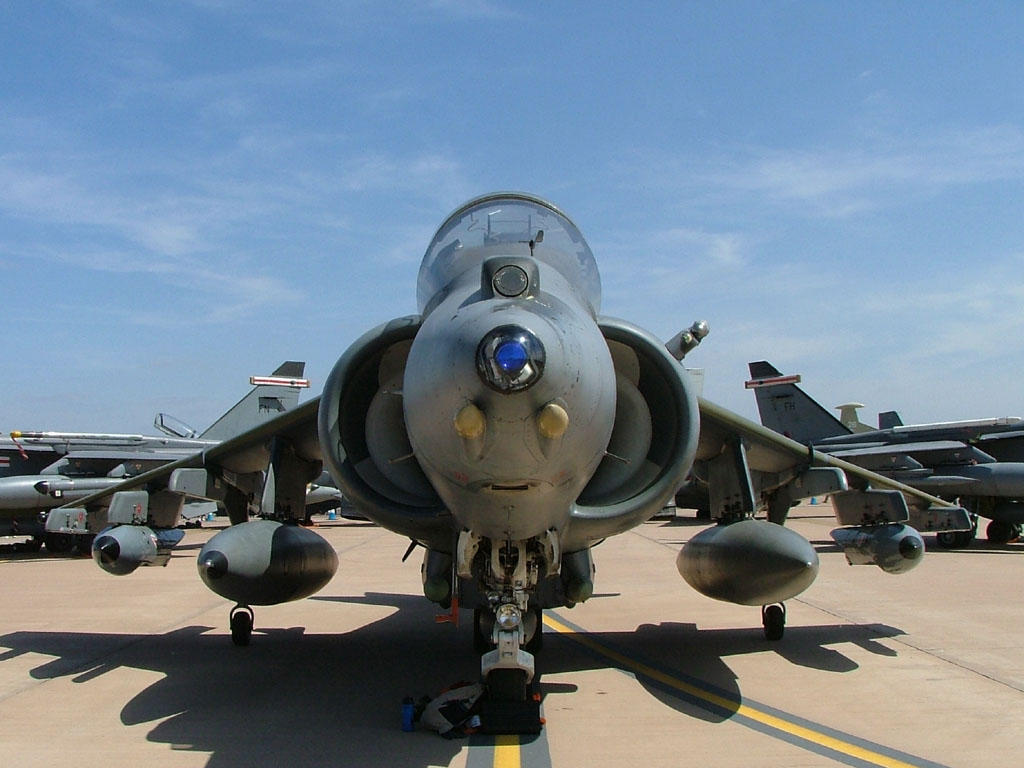
BAE Harrier II verze GR7 A

BAE Systems (BAE - British aerospace) je britská zbrojní firma sídlící v anglickém Farnborough. BAE je největším evropským zbrojním koncernem a zároveň sedmou největší zbrojní firmou na světě. Společnost vznikla 30. listopadu 1999 po fúzi výrobce elektroniky a lodí Marconi Electronic Systems (MES) a zbrojního koncernu British Aerospace (BAe) v hodnotě 7,7 miliard liber.
Společnost je nástupcem řady výrobců letadel a elektroniky, například firmy Marconi Company, jednoho z nejstarších leteckých výrobců Avro, firmy de Havilland, jež vyvinula první civilní proudový dopravní letoun de Havilland Comet, společnosti British Aircraft Corporation, která společně s francouzským koncernem Aérospatiale vyvinula nadzvukový dopravní letoun Concorde a nakonec i Supermarine, výrobce legendárního Spitfiru.
BAE Systems se v současnosti podílí na řadě velkých zbrojních projektů, například participuje na projektu Lockheed Martin F-35 Lightning II, je součástí konsorcia, jež vyvinulo víceúčelový bojový letoun Eurofighter Typhoon a podílí se i na projektu stavby dvojice nových letadlových lodí třídy Queen Elizabeth pro Royal Navy.
Technika ze zbrojních kontraktů tvoří v současnosti 93 procent obratu této korporace.

## Výrobky

### Letouny
- BAE Sea Harrier - útočný letoun s kolmým startem
- BAE Harrier II - útočný letoun s kolmým startem
- BAE Hawk - cvičný letoun
- BAe 146 - střední dopravní letoun

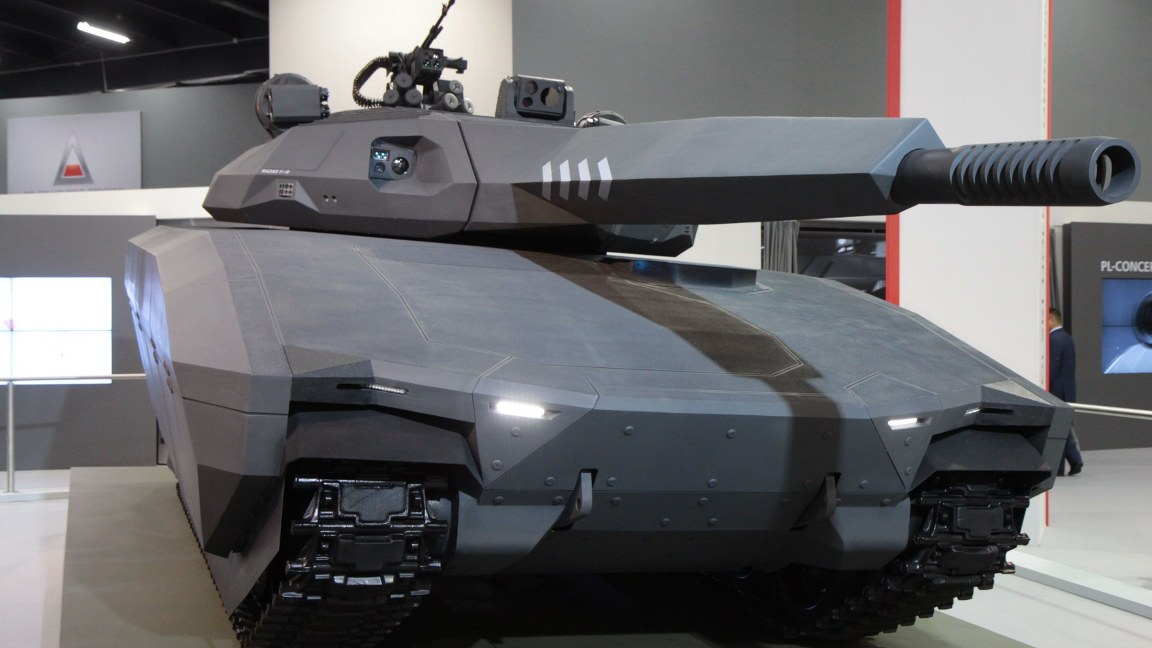
koncept tanku PL-01 na International Defence Industry Exhibition v roce 2013

- koncept tanku PL-01 na International Defence Industry Exhibition v roce 2013Handley Page HP.137 Jetstream - malý dopravní letoun

### Pozemní technika
- PL-01 - tank vyvíjený ve spoluprací s OBRUM
- Challenger 2 - tank
- FV510 Warrior - bojové vozidlo pěchoty
- 155mm houfnice M777
- SA80 - útočná puška
- M2/M3 Bradley - bojové vozidlo pěchoty

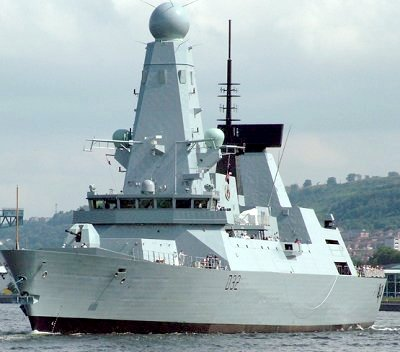
HMS Daring - jeden z britských torpédoborců typu 45

- M109 - samohybná houfnice

### Námořnictvo
- Útočné ponorky:
  - Třída Astute
- Torpédoborce:
  - Třída Daring (typ 45)
- Korvety:
  - Třída Khareef
  - Třída Nakhoda Ragam
- Hlídkové lodě
  - Třída Amazonas

## Kritika
BAE Systems, popř. její dceřiné společnosti, byly podezřelé popř. usvědčeny z korupce a nabízení úplatků za zakázky a to hned v několika zemích.

### Vyšetřování korupce ve zbrojní zakázce pro Saúdskou Arábii
Společnost byla kritizována za korupci kvůli zbrojní dodávce do Saúdské Arábie za 74 miliard eur. Firma měla uložit přes miliardu liber na účet prince Bandara bin Sultána, který vyjednával nákupu stíhaček. Podle BBC firma vkládala platby označené jako „pomocné služby“ na dva účty Saúdské ambasády v USA, kterou princ řídil. Vyšetřování korupce v případě zbrojovky BAE Systems Plc bylo zastaveno. Potvrdila ho 30. července 2008 Sněmovna lordů britského parlamentu s odůvodněním potřeby „ochrany národních zájmů“. Zamítla tím stížnost organizací bojujících proti korupci.

### Podezření z korupce při prodeji stíhaček Gripen
Z úplatků v řádu miliard liber při prodeji stíhaček JAS-39 Gripen armádám různých států včetně České republiky je údajně podezřelý management britské zbrojovky podle jednání šéfů protikorupčních útvarů Velké Británie, Švédska, USA, Rakouska, Švýcarska a České republiky, podle nových zjištěních kromě zmíněné Saúdské Arábie úplatky směřovaly i na konta politiků v Maďarsku a J.A.R, kde se jejich výše vyšplhala na 5,5 mil. € (137 milionů korun).